# Maksim Sjatskich
Maksim Aleksandrovitsj Sjatskich (Tasjkent, 30 augustus 1978) is een Oezbeekse voormalig voetballer (aanvaller) van Oekraïens-Russische afkomst.
Met Dynamo Kiev werd hij vijfmaal landskampioen (2000, 2001, 2003, 2004, 2007) en won hij vijf keer de Beker (2000, 2003, 2005, 2006, 2007). Daarnaast werd hij tweemaal landskampioen van de Vysjtsja Liha (1999-2000 en 2002-2003).
Sjatskich speelde tussen 1999 en 2014 reeds 61 interlands voor de Oezbeekse nationale ploeg. Daarin kon hij 34 doelpunten scoren. Hij heeft aangegeven dat hij in Oekraïne wil blijven en de Oekraïense nationaliteit heeft aangevraagd.

## Carrière
- Pakhtakor Tasjkent (jeugd)
- 1996: FC Sokol-Saratov
- 1996: Torpedo Vladimir
- 1997: FC Lada Togliatti
- 1998: Gazovik Gazprom Izhevsk
- 1999: Baltika Kaliningrad
- 1999-2009: Dynamo Kiev
- 2009-2010: Astana
- 2010-2013: Arsenal Kiev
- 2013: Tsjornomorets Odessa
- 2013: Arsenal Kiev
- 2014-2015: Hoverla Oezjhorod
- 2015-2016: FK Roech Lviv